# Heinrich Aldegrever

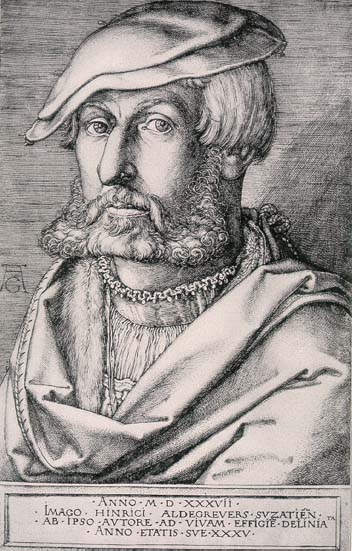
Autoportret

Heinrich Aldegrever (Paderborn 1502 - pe la 1555/61 Soest) a fost un pictor, grafician și orfevrier german . Își face ucenicia în atelierul unui meșter gotic din Vestfalia, apoi călătorește prin Țările de Jos, în creația sa ulterioară fiind decelabilă influența unor pictori ca Joos van Cleve, Jan Gossaert (zis Mabuse, inițiatorul „romanism“‑ ului) ș.a. Pe la 1525 se stabilește în orașul nord‑german Soest; în anul următor pictează Polipticul Sf. Marii (cca 1526, biserica Sf. Maria zur Wiese, Soest), una dintre lucrările sale majore. Stilul artistului este definit prin figuri umane zvelte, elansate - prezentând atât reminiscențe gotice, cât și influențe manieriste de sorginte anversiană - în timp ce peisajele din fundal trădează înrâuriri olandeze. Totodată, elementele de arhitectură, foarte elaborate și reliefate aproape ostentativ, trădează o mare disponibilitate pentru aproprierea, cu virtuozitate, a microcosmului ornamenticii. În 1531 pictorul trece de partea Reformei religioase, de acum încolo în creația sa fiind dominantă nu pictura, ci gravura cu dăltița pe aramă, cu tematică preponderent laică (de ex. Dansatori la nuntă, 1538).
Printre cele cca 290 de stampe care ne‑au parvenit (și care abordează aproape toate temele agreate în epocă), un loc de frunte îl ocupă gravurile cu motive ornamental/decorative (cca 100). Celebre și solicitate timp de secole, ele preiau creator tezaurul ornamental al Renașterii italiene, îl prelucrează și îl dezvoltă în mod strălucit și într‑o manieră de mare acuratețe și eleganță, oferind modele decorative atât orfevrăriei, cât și altor domenii ale artelor aplicate. Aldegrever este considerat astăzi cel mai important pictor și gravor al Renașterii nord‑germane. Ca gravor, face parte din categoria așa‑zișilor „mici meșteri“ (Kleinmeister), denumire ce trimite nu la prestația artiștilor, ci la dimensiunile reduse ale stampelor respective. Alte lucrări importante (picturi): Povestea lui Iosif, Povestea lui Loth, Adam și Eva, Tarcviniu și Lucreția, Melanchthon, Albert van der Helle, Contele Filip III de Waldeck, Autoportret.